# Kazimierz Diehl
Kazimierz Bronisław Diehl (ur. 11 sierpnia 1933 w Łowiczu, zm. 3 sierpnia 2018 w Warszawie) – polski farmaceuta, działacz na rzecz osób głuchych, wieloletni prezes Polskiego Związku Głuchych (PZG).

## Życiorys
W 1940 całkowicie utracił słuch na skutek zapalenia opon mózgowych. W młodości z sukcesami uprawiał lekkoatletykę. W latach 1950–1956 był zawodnikiem sekcji lekkoatletycznej ŁKS Łódź i Łódzkiego Klubu Sportowego Głuchych (ŁKSG). Należał do kadry narodowej głuchych oraz reprezentacji lekkoatletycznej juniorów (słyszących). Kilkakrotnie zdobywał mistrzostwo i wicemistrzostwo Polski głuchych. W tym czasie udzielał się również w ramach Kursów Likwidacji Analfabetyzmu Głuchych w charakterze nauczyciela społecznego. Od 1953 był także członkiem Zarządu Oddziału Łódzkiego Polskiego Związku Głuchych oraz w latach 1952–1976 prezesem Łódzkiego Klubu Sportowego Głuchych.
W 1955 ukończył studia na Wydziale Farmaceutycznym Akademii Medycznej w Łodzi, zostając jednocześnie pierwszym nie słyszącym magistrem w Polsce. W latach 1956–1975 pracował na stanowiskach kierowniczych w Stacji Sanitarno-Epidemiologicznej w Łodzi. W 1955 był delegatem na Zjazd Krajowy PZG gdzie został wybrany w skład Głównego Sądu Koleżeńskiego (był kolejno wiceprzewodniczącym i przewodniczącym Sądu). Od 1960 był członkiem Zarządu Głównego PZG, a od 1963 członkiem Prezydium PZG. Jednocześnie w latach 1962–1976 był prezesem Oddziału Łódzkiego PZG. 
Przez cztery kadencje, w latach 1983–1986, 1991–1996, 1996–2001, 2001–2006, piastował funkcję prezesa Polskiego Związku Głuchych, zaś od 2012 był pierwszym w historii prezesem honorowym PZG. Należał do władz Międzynarodowego Komitetu Sportowego Głuchych. Był również uczestnikiem siedmiu Kongresów Światowej Federacji Głuchych, dwunastu Kongresów Międzynarodowego Komitetu Sportowego Głuchych oraz pięciu Kongresów Europejskiej Unii Głuchych.

## Wybrane odznaczenia
- Krzyż Komandorski Orderu Odrodzenia Polski[1],
- Krzyż Oficerski Orderu Odrodzenia Polski[1],
- Złoty Krzyż Zasługi[1],
- Srebrny Krzyż Zasługi[1].